# Maskobossen
De Maskobossen is een boscomplex en natuurgebied ten zuiden van de West-Vlaamse plaats Jabbeke.
Deze enkele tientallen hectare grote bossen werden einde 19e eeuw aangeplant als productiebos en omvatten eiken, lariksen, en beuken. Ook zijn er hakhoutpercelen. Het betrof ontginningsbossen in de velden, de woeste gronden in Zandig Vlaanderen.
Het was lange tijd bezit van de adellijke familie De la Faille d'Huysse, en omstreeks 1946 werd het verkocht aan de familie Gillès de Pélichy. In 2000 werd het aangekocht door Natuurpunt.
Kenmerken voor het gebied is een lange beukendreef. De bosuil, boomvalk en boomklever nestelen hier.
Tegenwoordig is het gebied toegankelijk voor wandelaars en fietsers, en is er een wandelroute uitgezet. Men streeft naar een bosbeheer waarin inheemse soorten de overhand krijgen.